# سقط جنین در ایتالیا
سقط جنین در ایتالیا (انگلیسی: Abortion in Italy) در مه ۱۹۷۸ قانونی شد، زمانی که به زنان ایتالیا اجازه داده شد تا در طی ۱۲ هفته و ۶ روز (۹۰ روز) اول بارداری، به درخواست خود بارداری را خاتمه دهند. پیشنهادی برای لغو این قانون در رفراندوم ۱۹۸۱ مطرح شد، اما با ۶۸٪ آراء رد شد؛ رفراندوم دیگری که هدف آن حذف محدودیت‌ها بود، با ۸۸٫۴٪ رد شد.
زنان ایتالیایی می‌توانند درخواست سقط جنین به دلایل بهداشتی، اقتصادی یا اجتماعی، از جمله شرایطی که بارداری در آن رخ داده است، بدهند. سقط جنین در بیمارستان‌های دولتی یا در ساختارهای خصوصی که توسط مقامات بهداشتی منطقه‌ای مجاز شده‌اند، رایگان انجام می‌شود. این قانون همچنین اجازه می‌دهد که در سه‌ماهه دوم بارداری، تنها زمانی که زندگی زن در معرض خطر باشد یا جنین دارای نقص‌های ژنتیکی یا دیگر ناهنجاری‌های جدی باشد که می‌تواند خطرات جدی روانی یا جسمی برای مادر به همراه داشته باشد، بارداری خاتمه یابد.
قانون تصریح می‌کند که، مگر در موارد اضطراری که نیاز به مداخله فوری است، باید یک دوره هفت روزه، که اجباری نیست، بین تأیید پزشکی و تاریخ اجرایی سقط جنین وجود داشته باشد. اگرچه قانون تنها به زنانی که حداقل ۱۸ سال سن دارند اجازه سقط جنین می‌دهد، اما برای زنانی که کمتر از ۱۸ سال دارند نیز شرایطی پیش‌بینی شده است که در آن‌ها در صورت امتناع سرپرست قانونی از انجام مداخله، یا در صورتی که دلایلی وجود داشته باشد که سرپرست قانونی را از روند جدا کند، آن‌ها می‌توانند درخواست مداخله قاضی را داشته باشند. قاضی باید ظرف پنج روز از درخواست تصمیم بگیرد. زنان زیر ۱۸ سال در صورت وجود وضعیت اضطراری یا پس از ۹۰ روز نیاز به رضایت والدین ندارند.

## سقط جنین قانونی
از سال ۱۹۸۰، آزمایشگاه اپیدمیولوژی و زیست‌شناسی آمار در مؤسسه عالی بهداشت Istituto Superiore di Sanità (ISS) در رم، یک سیستم نظارتی برای سقط جنین‌های قانونی ایجاد کرده است. این سیستم بر اساس گزارش‌دهی سه‌ماهه از سوی مقامات بهداشت منطقه‌ای استوار است. یک فرم استاندارد شده تهیه می‌شود که داده‌های تجمعی در مورد ویژگی‌های اجتماعی-جمعیتی اصلی زن (سن، وضعیت سکونتی، وضعیت تأهل، تاریخچه تولیدمثل) و همچنین جزئیاتی در مورد روش انجام سقط جنین (هفته‌های بارداری، اینکه روش انتخابی بوده یا به صورت اضطراری انجام شده، محل صدور گواهی‌نامه، نوع روش و مکانی که در آن انجام شده، مدت اقامت، و عوارض فوری) را شامل می‌شود. این اطلاعات سپس به ISS ارسال می‌شود که کیفیت داده‌ها را بررسی کرده و تجزیه و تحلیل داده‌ها را از نظر روندها، توزیع جغرافیایی و ویژگی‌های زنان انجام می‌دهد. این تجزیه و تحلیل‌ها سالانه توسط ISS و وزارت بهداشت (MH) انجام می‌شود و توسط وزیر بهداشت به پارلمان ارائه می‌شود؛ نتایج همچنین در گزارش‌های ISTISAN، که یک نشریه رسمی از ISS است، منتشر می‌شود. ایتالیا یکی از دقیق‌ترین و به‌روزترین سیستم‌های نظارتی سقط جنین در جهان را دارد.

## گزینه زایمان ناشناس
در سال ۲۰۰۰، فرمان رئیس‌جمهور ایتالیا شماره ۳۹۶/۲۰۰۰ حق انتخاب زایمان ناشناس را برای زنان معرفی کرد. نوزاد به‌طور قانونی توسط والدین طبیعی خود شناسایی نمی‌شود و نام خانوادگی پدر/مادر را به خود نمی‌گیرد. مادر به موجب قانون حق دارد که برای همیشه ناشناس بماند و سرپرستی نوزاد به‌طور موقت به بیمارستان داده می‌شود تا زمانی که فرزندخواندگی توسط شخص ثالث انجام شود.

## نرخ سقط جنین

حرکات سقط جنین در ایتالیا در سال ۲۰۲۱

در سال ۲۰۱۸، نرخ سقط جنین (تعداد سقط جنین‌ها به ازای هر ۱٬۰۰۰ زن در سن باروری) در ایتالیا ۶ مورد به ازای هر ۱٬۰۰۰ زن بین ۱۵ تا ۴۹ سال بود. نسبت سقط جنین در ۲۰۱۸ به ازای هر ۱٬۰۰۰ تولد زنده ۱۷۳٫۸ بود. گزارش شده است که ۶۷٪ از بارداری‌های ناخواسته در ایتالیا به موفقیت منجر به سقط جنین شده‌اند. در اوج خود در سال ۱۹۸۳، نسبت این نرخ به ۳۸۹٫۸ به ازای هر ۱٬۰۰۰ تولد زنده بود و از آن زمان به‌طور پیوسته کاهش یافته است.
منطقه‌های مرکزی و شمالی ایتالیا (به ویژه امیلیا-رومانیا، لیگوریا و توسکانی) به ویژگی‌های نسبتاً پایین نرخ تولد کل (یک تولد در طول زندگی به ازای هر زن)، نرخ‌های بالای سقط جنین و نسبت‌های سقط جنین بالا شناخته می‌شوند. در حالی که سطوح پایین باروری همچنین در برخی از مناطق شمال غربی یافت می‌شود، نرخ‌های سقط جنین در این مناطق متوسط است (۹ تا ۱۲ سقط جنین به ازای هر ۱٬۰۰۰ زن)؛ بنابراین، نسبت سقط جنین در برخی از این مناطق به سطح ملی نزدیک‌تر است.
پس از قانونی شدن سقط جنین در ایتالیا در سال ۱۹۷۸، نرخ سقط جنین‌ها در میان زنان ایتالیایی ابتدا افزایش یافت و سپس به‌طور پیوسته کاهش یافت، از اوج ۱۶٫۹ سقط جنین به ازای هر ۱٬۰۰۰ زن در سن باروری در سال ۱۹۸۳ به ۹٫۸ در ۱٬۰۰۰ در سال ۱۹۹۳. نرخ سقط جنین در مناطق مختلف جغرافیایی به‌طور قابل توجهی متفاوت است، به طوری که معمولاً بالاترین نرخ‌ها در مناطق سکولارتر و پایین‌ترین نرخ‌ها در مناطقی که محافظه‌کاری سنتی غالب است، مشاهده می‌شود. داده‌های مربوط به سال‌های ۱۹۸۱ و ۱۹۹۱ نشان می‌دهند که نرخ‌های سقط جنین خاص سن در دهه ۱۹۸۰ برای همه گروه‌های سنی کاهش یافتند، با بیشترین کاهش‌ها در مناطقی که بالاترین سطوح سقط جنین را داشتند. علاوه بر این، در طول دهه ۱۹۸۰، تغییراتی در توزیع سنی نرخ سقط جنین مشاهده شد، به طوری که زنان ۳۰ تا ۳۴ ساله در سال ۱۹۹۱ بالاترین نرخ سقط جنین را ثبت کردند، در حالی که در سال ۱۹۸۱ این نرخ در میان زنان ۲۵ تا ۲۹ ساله بود. نرخ سقط جنین در میان زنان نوجوان در هر دو زمان کم بود (۷٫۶ به ازای هر ۱٬۰۰۰ نفر در سال ۱۹۸۱ و ۴٫۶ در ۱٬۰۰۰ نفر در سال ۱۹۹۱). این داده‌ها تنها بر اساس سقط جنین‌های قانونی گزارش‌شده است؛ تعداد سقط جنین‌های پنهان نامشخص باقی مانده است.
پدیده‌ای که در سال‌های اخیر ظهور کرده است، افزایش تعداد سقط جنین‌های درخواست‌شده توسط زنان مهاجر است. از میان ۱۳۸٬۳۵۷ سقط جنین انجام‌شده در سال ۱۹۹۳، ۱۳٬۸۲۶ (۱۰٪) شامل ساکنان خارجی بودند، که افزایش از ۹٬۸۵۰ در سال ۱۹۹۶ داشت. این افزایش احتمالاً به دلیل افزایش تعداد زنان مهاجر در ایتالیا است؛ برای مثال، تعداد مجوزهای اقامت، طبق داده‌های مؤسسه آمار ملی (ISTAT)، از ۶۷۸٬۰۰۰ در سال ۱۹۹۵ به ۱٬۱۰۰٬۰۰۰ در سال ۱۹۹۹ افزایش یافته است. بر اساس برآوردهای جمعیت زنان مهاجر ۱۸ تا ۴۹ ساله، ISTAT محاسبه کرده است که نرخ سقط جنین برای زنان مهاجر در سال ۱۹۹۸ برابر با ۲۸٫۷ به ازای هر ۱٬۰۰۰ نفر بود که تقریباً سه برابر بیشتر از آنچه در شهروندان ایتالیایی مشاهده می‌شود، بود. در واقع، افزایش تعداد زنان مهاجر ممکن است دلیل اصلی ثابت ماندن نرخ سقط جنین در ایتالیا باشد. اگر تحلیل روندها محدود به سال‌های ۱۹۹۶ تا ۱۹۹۸ شود، سال‌هایی که اطلاعات کامل‌تری در مورد وضعیت اقامت وجود دارد، تعداد سقط جنین‌ها در زنان ایتالیایی از ۱۲۷٬۷۰۰ در سال ۱۹۹۶ به ۱۲۳٬۷۲۸ در سال ۱۹۹۸ کاهش یافته است.

## شیوع سقط جنین
در سال ۱۹۹۳، تقریباً ۱۴۰٬۰۰۰ سقط جنین القا شده در ایتالیا انجام شد. در مقایسه، میانگین سالانه تعداد سقط جنین‌ها در دوره ۱۹۸۲–۱۹۸۴ بیش از ۲۳۰٬۰۰۰ بود. الگوهای مشابهی نیز در نرخ‌های سقط جنین مشاهده می‌شود. پس از قانونی شدن سقط جنین، نرخ‌ها به‌طور معتدل افزایش یافت، از ۱۳٫۷ سقط جنین به ازای هر ۱٬۰۰۰ زن در سنین ۱۵ تا ۴۴ سال در سال ۱۹۷۹ به اوج ۱۶٫۹ در ۱٬۰۰۰ در سال‌های ۱۹۸۲ و ۱۹۸۳. در دوره ۱۹۸۲–۱۹۸۴، نرخ‌های سقط جنین در ایتالیا ثابت ماند و پس از آن کاهش تدریجی آغاز شد: تا سال ۱۹۸۶، نرخ به ۱۴٫۰ سقط جنین به ازای هر ۱٬۰۰۰ زن کاهش یافت و تا سال ۱۹۹۰ به ۱۱٫۱ در ۱٬۰۰۰ رسید؛ تا سال ۱۹۹۳، نرخ سقط جنین به ۹٫۸ در ۱٬۰۰۰ کاهش یافت.
تا تاریخ ۲۰۱۰، نرخ سقط جنین ۱۰٫۰ سقط جنین به ازای هر ۱٬۰۰۰ زن در سنین ۱۵ تا ۴۴ سال بود.

## پیشینه تاریخی
قبل از تصویب قانون در سال ۱۹۷۸، سقط جنین به عنوان جرمی علیه تمامیت و خون‌رسانی شناخته می‌شد، همان‌طور که در کتاب دوم از بخش دهم قانون کیفری ذکر شده بود.
به‌طور خاص، ماده ۵۴۶ تمامی انواع سقط جنین را ممنوع کرده بود و مجازات‌های ۲ تا ۵ سال زندان را به همراه داشت. تنها استثنا در این مورد «وضعیت ضرورت» بود، که به خطر فوری و قریب‌الوقوع برای زن اشاره داشت.
نقطه عطف برای مناظره سقط جنین تصمیم شماره ۲۷ از دادگاه قانون اساسی ایتالیا در تاریخ ۱۸ فوریه ۱۹۷۵ بود که اعلام کرد ماده ۵۴۶ غیرقانونی است. در واقع، دادگاه اعلام کرد که ماده ۵۴۶ با ماده ۳۱ قانون اساسی ایتالیا مغایر است، که «مادریّت، کودکی و جوانی را حمایت کرده و نهادهای لازم برای آن‌ها را ترویج می‌کند». علاوه بر این، ماده ۵۴۶ با ماده ۳۲ قانون اساسی که تأکید داشت جمهوری سلامت را به عنوان حق اساسی فردی حفظ می‌کند، مغایر شناخته شد.
مجله ایتالیایی Panorama, در سال ۱۹۷۴، گزارش داد که تعداد زیادی سقط جنین غیرقانونی هر سال در ایتالیا انجام می‌شود و پیشنهاد کرد که همه زنان یا خودشان سقط جنین کرده‌اند یا حداقل یک دوست دارند که این کار را انجام داده باشد.

### مناظره پارلمانی
در اوایل دهه هفتاد، دو لایحه از چپ رادیکال ایتالیا به منظور قانونی کردن سقط جنین ارائه شد. این لوایح پیش از انحلال پارلمان و برگزاری انتخابات جدید به مرحله بحث نرسیدند. در سال ۱۹۷۳، مبارزه برای قانونی کردن سقط جنین با لایحه اولیه Fortuna آغاز شد. قانون Fortuna امکان سقط جنین درمانی را فراهم می‌کرد اما نیاز به موافقت سه پزشک داشت و تنها در صورتی مجاز بود که زن به شدت بیمار یا دیوانه باشد. همچنین، موافقت والدین برای دختران زیر ۱۸ سال الزامی بود. پس از انتخابات سال ۱۹۷۶، جنبش‌های حق سقط جنین با اکثریت خود به قانونی‌سازی متعهد شدند و ۹ لایحه مختلف از ژوئن ۱۹۷۶ تا آوریل ۱۹۷۸ ارائه شد. در نهایت، لایحه‌ای در تاریخ ۲۲ مه ۱۹۷۸ تصویب و منتشر شد.

#### تأثیر فمینیسم
از اواخر دهه ۱۹۶۰، فمینیسم نقش برجسته‌ای در سازماندهی مجدد شرایط بحث در مورد زنان و وضعیت آن‌ها ایفا کرد. سقط جنین موجب اتحاد گروه‌های فمینیستی شد که برای کسب حقوق سقط جنین مبارزه کردند. اوج این مبارزه در بازه زمانی ۱۹۷۴ تا ۱۹۷۶ با بسیج گسترده اجتماعی بود. این دوره با مبارزه سیاسی برای قانونی کردن سقط جنین همزمان شد، اما زمانی که قانون سقط جنین در سال ۱۹۷۸ تصویب شد، لحظه اصلی فعالیت‌های فمینیستی به پایان رسیده بود.

#### کلیسای کاتولیک
قدرت و نفوذ سریر مقدس و کلیسای سازمان‌یافته در ابعاد اقتصادی و سیاسی اعمال می‌شود، اما این تأثیر همچنین در سطح محلی از طریق توانایی آن‌ها در تأمین خدمات اجتماعی و سازمان‌دهی محله‌ها اعمال می‌شود. موضع کلیسا در مورد جنسیت و خانواده یک بیانیه عمومی بسیار مهم برای مؤمنان است. این موضوع یکی از حوزه‌های دینی مرکزی است که کلیسا قصد دارد از طریق آن نفوذ خود را تقویت و گسترش دهد. برای کلیسا، از آنجا که سقط جنین به نابودی زندگی انسانی منجر می‌شود، هیچ‌گاه قابل قبول نخواهد بود، صرف‌نظر از مشکلاتی که این موضع به همراه دارد. این به این معنا است که کلیسا نمی‌تواند پذیرای امکان سقط جنین قانونی باشد. حزب دموکراسی مسیحی از سال ۱۹۴۸ بر ایتالیا حکومت کرده بود، به همراه حزب کمونیست ایتالیا، که در تحلیل اهمیت کلیسای کاتولیک برای هر تحلیلی از توازن نیروها قرار می‌گرفت. شورای اسقف‌های ایتالیا بیانیه‌ای صادر کرد که موضع کلیسا در برابر سقط جنین را تأیید کرده و علیه قانونی شدن آن استدلال کرد.